# 圣安德烈-昂莫尔旺
圣安德烈-昂莫尔旺（法語：Saint-André-en-Morvan），或意译作莫尔旺地区圣安德烈，是法国涅夫勒省的一个市镇，位于该省北部偏东，和约讷省接壤，属于克拉姆西区。该市镇总面积22.82平方公里，2009年时的人口为295人。

## 人口
圣安德烈-昂莫尔旺人口变化图示